# Gespikkelde boeboekuil
De gespikkelde boeboekuil (Ninox punctulata) is een vogel uit de familie Strigidae (Echte uilen). De vogel werd in 1830 door de Franse natuuronderzoekers Jean René Constant Quoy en Joseph Paul Gaimard geldig beschreven.

## Verspreiding en leefgebied
Deze soort is endemisch op Sulawesi, een van de grotere eilanden van Indonesië.